# Lijst van oorlogsmonumenten in Etten-Leur
De Nederlandse gemeente Etten-Leur heeft 3 oorlogsmonumenten. Hieronder een overzicht.
| Nr.                             | Object                               | Herdachte groep | Ontwerper                                                 | Onthulling      | Type            | Locatie                                   | Plaats     | Coördinaten                  | Foto              |
| ------------------------------- | ------------------------------------ | --- | --------------------------------------------------------- | --------------- | --------------- | ----------------------------------------- | ---------- | ---------------------------- | ----------------- |
| 983                             | Monument voor Gesneuvelde Militairen | militairen in dienst van het Ned. Kon. na 1945, militairen in dienst van het Ned. Kon. 1940-1945, burgerslachtoffers | Frans Verhaak (beeld), Nicolaas de Wit (betonnen element) | 4 mei 1995      | beeld/sculptuur | Van Bergenplein, 4871                     | Etten-Leur | 51° 34' 10" NB, 4° 38' 9" OL |                   |
| 984                             | Herdenkingsplaquette WOII            | burgerslachtoffers                                                                                                   | Tollenaar                                                 | 29 oktober 1994 | plaquette       | Roosendaalseweg, 4876 AA                  | Etten-Leur | 51° 34' 6" NB, 4° 37' 51" OL |                   |
| Dit oorlogsmonument op Wikidata | Stolpersteine                        | vervolgden Nederland                                                                                                 | Gunter Demnig                                             |                 | reliëf          | Zie Lijst van Stolpersteine in Etten-Leur | Etten-Leur |                              | Meer afbeeldingen |

Alphen-Chaam ·
Altena ·
Asten ·
Baarle-Nassau ·
Bergeijk ·
Bergen op Zoom ·
Bernheze ·
Best ·
Bladel ·
Boekel ·
Boxtel ·
Breda ·
Cranendonck ·
Deurne ·
Dongen ·
Drimmelen ·
Eersel ·
Eindhoven ·
Etten-Leur ·
Geertruidenberg ·
Geldrop-Mierlo ·
Gemert-Bakel ·
Gilze en Rijen ·
Goirle ·
Halderberge ·
Heeze-Leende ·
Helmond ·
's-Hertogenbosch ·
Heusden ·
Hilvarenbeek ·
Laarbeek ·
Land van Cuijk ·
Loon op Zand ·
Maashorst ·
Meierijstad ·
Moerdijk ·
Nuenen, Gerwen en Nederwetten ·
Oirschot ·
Oisterwijk ·
Oosterhout ·
Oss ·
Reusel-De Mierden ·
Roosendaal ·
Rucphen ·
Sint-Michielsgestel ·
Someren ·
Son en Breugel ·
Steenbergen ·
Tilburg ·
Valkenswaard ·
Veldhoven ·
Vught ·
Waalre ·
Waalwijk ·
Woensdrecht ·
Zundert